# 321 días en Michigan
321 días en Michigan és una pel·lícula dramàtica espanyola amb tocs de comèdia del 2014 dirigida per Enrique García. Ha estat rodada a la presó de Màlaga amb funcionaris i presos com a figurants, i els actors protagonistes també van compartir experiències amb els presos. Ha estat produïda per Lanube Películas i Encanta Films amb la participació de Canal Sur Televisión i Canal+ amb la col·laboració de l'ICAA i la Junta de Andalucía.

## Sinopsi
Conta les vides de cinc persones molt diferents que compleixen condemna a la mateixa presó. Antonio és un executiu jove i brillant, amoral i egoista, que s'enfronta a una temporada en la presó per delicte financer. Per tal d'evitar aquesta taca en el seu currículum, convenç a tothom que estudiarà un màster a la Universitat de Michigan. El que no està controlat són, però, els 321 dies que ja de passar a la presó. La seva xicota l'abandona i comença a fer el que millor sap: aprofitar-se dels que l'envolten, com Carmona, un delinqüent habitual amb qui entaula una relació comercial que a estones semblarà una amistat; Lamís, una antiga coneguda de la nit que davant ell se sent rejovenir i farà qualsevol cosa que li demani; Juani, un ionqui que només sap viure al dia i evadir-se dels seus problemes haurà d'enfrontar-se a la seva addicció; i Sara, amb qui compartirà molt més que les classes de suport que imparteix a un grup d'internes.

## Repartiment
- Virginia de Morata ... Sara
- Chico García	...	Antonio
- Hector Meres	...	Carmona
- Virginia Muñoz 	...	Lamís
- David García-Intriago	 ...	Mario
- Salva Reina	 ...	Juani
- Jesús Carrillo	 ...	Don Alberto
- Aníbal Soto	 ...	Don Gregorio
- José Manuel Poga ...	El Rubio

## Nominacions i premis
Festival de Màlaga 2014
| Categoria                                       | Persona                  | Resultat   |
| ----------------------------------------------- | ------------------------ | ---------- |
| Bisnaga d'Or                                    | Enrique García           | Nominada   |
| Bisnaga de Plata al millor actor de repartiment | Salva Reina Héctor Meres | Guanyadora |
| Premi Especial del Jurat                        | Enrique García           | Guanyadora |

Medalles del Cercle d'Escriptors Cinematogràfics de 2014
| Categoria           | Persona                       | Resultat |
| ------------------- | ----------------------------- | -------- |
| Millor guió adaptat | Elena Anaya                   | Nominada |
| Director revelació  | Isabel Sánchez Enrique García | Nominada |